# Bractwo Kaphornowców
Bractwo Kaphornowców – istniejące od 1974 stowarzyszenie kilkuset Polaków, którzy opłynęli przylądek Horn (ang.: Cape Horn). Inicjatywa powołania Bractwa wyszła z kręgów Głosu Wybrzeża. Siedzibą Bractwa Kaphornowców jest „Dar Pomorza” – pierwszy statek żaglowy pod polską banderą, który 1 marca 1937 r. opłynął Horn.
Spotkania Bractwa odbywają się dwa razy do roku; w marcu, w rocznicę pierwszego okrążenia Przylądka Horn przez „Dar Pomorza”, oraz w drugą sobotę listopada. Jest ono stowarzyszeniem posiadającym najwyższy autorytet żeglarski, a zarazem świadczącym o sile i tradycji polskiego żeglarstwa. Zgodnie ze ślubowaniem, członkowie bractwa mają „…czujnie strzec honoru polskiego żeglarza, wiernie strzec sławy biało-czerwonej bandery, służyć pomocą, radą i doświadczeniem wszystkim żeglarzom, którzy kiedykolwiek i gdziekolwiek będą potrzebowali”.
Do Bractwa należą członkowie 20 jednostek pod biało-czerwoną banderą, które opłynęły przylądek Horn. Należą do nich trzy żaglowce szkolne: „Dar Pomorza” pod komendą kpt. Konstantego Maciejewicza, „Dar Młodzieży” pod komendą kpt. Leszka Wiktorowicza i ORP „Iskra” pod komendą kmdr. Czesława Dyrcza z 319 żeglarzami oraz 17 jachtów z 208 żeglarzami.
Do grona Bractwa należą lub należeli m.in. kpt. Krzysztof Baranowski (II przejście przylądka pod polską banderą 23.02.1973 w czasie samotnego rejsu dookoła świata na Polonezie), kpt. Aleksander Kaszowski (III przejście na Eurosie 27.02.1973), Dariusz Bogucki, Bohdan Sienkiewicz, Maciej Sodkiewicz, admirał Marek Brągoszewski, Iwona Maria Pieńkawa i inni.